# Louise Rhodes

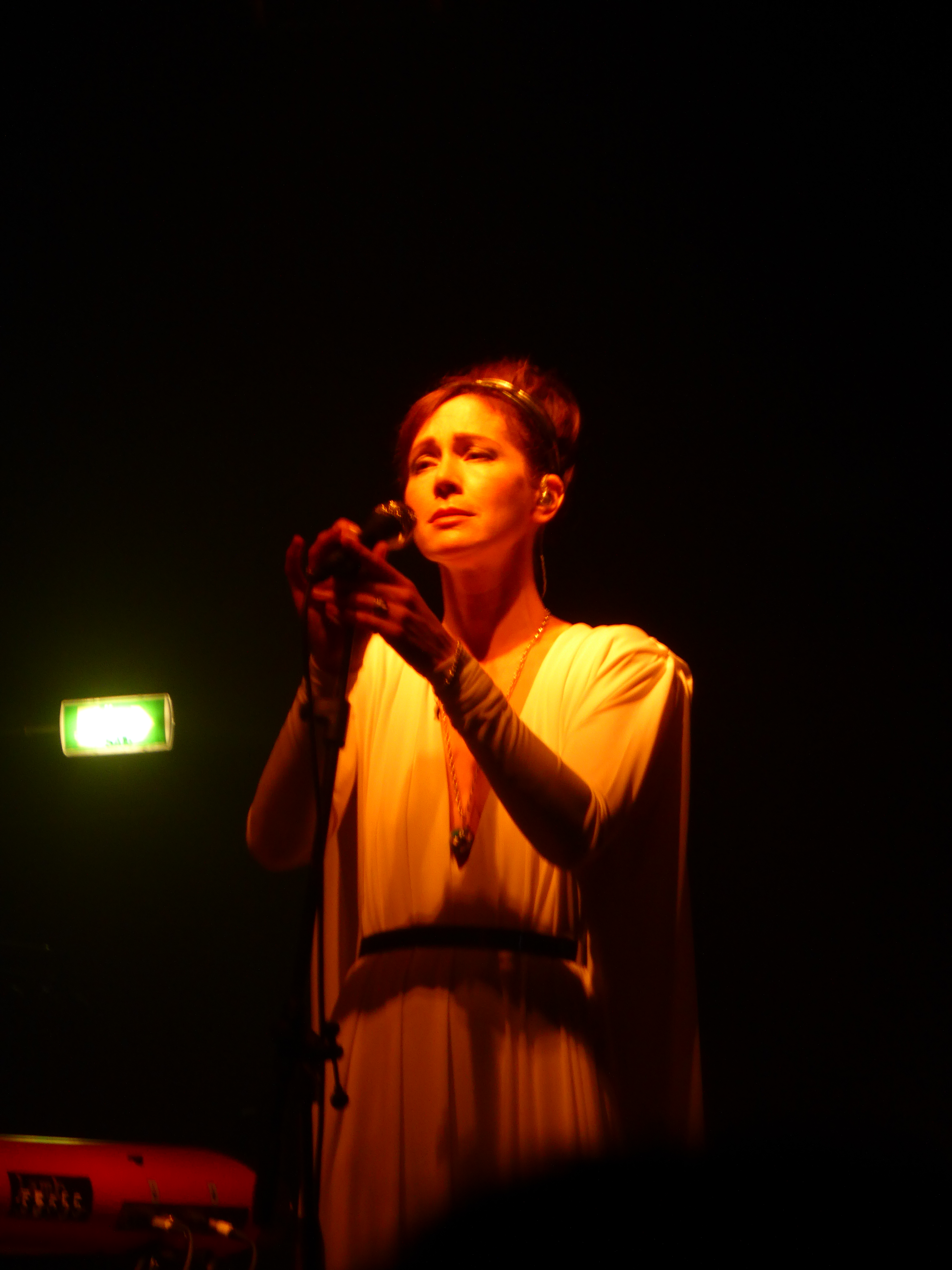
Lou Rhodes

Louise Rhodes, kurz Lou, auch Louise Robinson (* 1. November 1964 in Leeds), ist eine englische Sängerin und Songwriterin.
Sie wurde bekannt als Mitglied der Band Lamb, bei der sie für Gesang, Texte und Songwriting verantwortlich war. Weiterhin war sie als Gastsängerin tätig, unter anderem bei 808 State, Funkstörung, Plump DJs, A Guy Called Gerald und The Cinematic Orchestra. Nach Jahren kreativer Spannungen mit ihrem Bandkollegen Andy Barlow, der die Musik von Lamb maßgeblich prägte, gründete sie 2005 ihr eigenes Plattenlabel infinite bloom und veröffentlichte das Soloalbum Beloved one. Das Album bricht mit dem für Lamb charakteristischen Stil, der durch Trip-Hop und Drum and Bass beeinflusst war, und bewegt sich in Richtung Folk, geprägt von akustischen Klängen. Im Oktober 2007 erschien das zweite Soloalbum Bloom, im März 2010 das dritte Album One good thing und im Juli 2016 das vierte Album Theyesandeye. Seit 2012 tourt sie wieder zusammen mit Andy Barlow in der Formation Lamb.
Sie lebt mit ihren beiden Kindern auf einer Farm in Surrey. In Zusammenarbeit mit der Illustratorin Tori Elliott hat sie zwei Kinderbücher veröffentlicht: The Phlunk (2012) und The Phlunk's Worldwide Symphony (2013).